# Godhead
Godhead — третій студійний альбом, шотландського, пост-панк-гурту, Lowlife який був випущений в 1990, році на лейблі Nightschift, LTM, основний матеріал, альбому був готовий видаватися в 1989, році але видався на наступний рік. У гурті відбулися зміни гітарист Стюар Еверест, був замінений гітаристом, Гамішом Макінтошом. Альбом отримав визнання критиків, але отримав мало уваги з боку, слухачів. Критики наголошували на тому що альбом заслуговує уваги, серед слухачів, і це було би не припустимо.

## Список композицій
- In Thankful Hands—3:43
- Where I Lay I'll Lie—3:52
- Marjorys Dreams—3:19
- I Don't Talk to Me—3:05
- Drowning Leaves—2:18
- Bittersweet—4:42
- River of Woe—3:01
- I the Cheated—3:25
- Missing the Kick—3:45
- Forever Filthy—3:45
- Nevernding Shroud—4:05